# Вокруг света за 80 сокровищами
«Вокруг света за 80 сокровищами» (англ. Around the World in 80 Treasures) — документальный телесериал BBC. Историк Дэн Крикшэнк, путешествуя по миру, пытается разгадать тайну произведений искусства и архитектуры — от наскальных рисунков до статуи Свободы.

## Серия 1: От Перу до Бразилии
| № | Область                  | Сокровище               | Краткое описание | Изображение         | Координаты                      |
| - | ------------------------ | ----------------------- | --- | ------------------- | ------------------------------- |
| 1 | Анды, Перу               | Мачу-Пикчу              | Всемирно известный город Империи инков, обнаруженный в 1911 году. | Machu Pichu         | 13°09′47″ ю. ш. 72°32′45″ з. д. |
| 2 | Марас, Перу              | Соляные копи инков      | Солеварни, сделанные инками в XV веке на стенах горного ущелья. В результате выпаривания на солнце на стенах многочисленных водоемов откладывается соль.                | Maras               | 13°18′01″ ю. ш. 72°09′18″ з. д. |
| 3 | Наска, Перу              | Линии Наска             | Более 300 геометрических рисунков и изображений животных, видимых только с высоты. Датируются III—VI вв н. э., до наших дней сохранились благодаря засушливому климату. | Nazca Lines         | 14°43′20″ ю. ш. 75°09′34″ з. д. |
| 4 | Ламбаеке, Перу           | Паучьи сети Сипана      | Ожерелья цивилизации моче с изображениями бога-паука, найденные в захоронении владыки Сипана и датирующиеся I—II вв н. э.                                               | Lord of Sipán       |                                 |
| 5 | Трухильо, Перу           | Чан-Чан                 | Крупнейший из сохранившихся городов, построенных из необожженной глины; основан в XIV в н. э. цивилизацией чиму.                                                        | Chan Chan           | 8°06′38″ ю. ш. 79°04′29″ з. д.  |
| 6 | Остров Пасхи, Чили       | Моаи                    | Огромные каменные статуи (некоторые из них монолитные) в виде человеческой головы, предположительно изготовленные полинезийцами более 1000 лет назад.                   | The Moai            |                                 |
| 7 | Куйаба, Бразилия         | Головные уборы Умахара  | Яркие головные уборы, сделанные из человеческих волос и разноцветных перьев, символ Амазонии.                                                                           | Rikbaktsa           |                                 |
| 8 | Рио-де-Жанейро, Бразилия | Статуя Христа Спасителя | 38-метровая статуя Иисуса Христа, самая высокая в мире статуя в стиле Art Deco.                                                                                         | Christ the Redeemer | 22°57′05″ ю. ш. 43°12′38″ з. д. |

## Серия 2: От Мексики до Америки
| #  | Область                                   | Сокровище                      | Краткое описание | Изображение                     | Координаты                      |
| -- | ----------------------------------------- | ------------------------------ | --- | ------------------------------- | ------------------------------- |
| 9  | Южная Мексика                             | Паленке                        | Крупнейший город майя, построен в 7 в до н. э., демонстрирующий архитектуру племени, его умения в области скульптуры и лепных рельефов.                                                                                   | Palenque palace                 | 17°28′59″ с. ш. 92°02′58″ з. д. |
| 10 | Толлан Тула, Мексика                      | Титаны Тула                    | Каменные колонны, изготовленные в X в н. э. племенем тольтеков. Выполнены в виде скульптур воинов, охраняющих скульптуру бога тольтеков. Воины одеты в головные уборы из перьев и вооружены копьями и луками со стрелами. | Giants of Tula                  |                                 |
| 11 | Мехико, Мексика                           | Человек, управляющий вселенной | Картина, написанная Диего Риверой по заказу Нельсона Рокфеллера и олицетворяющая борьбу между капитализмом и коммунизмом. Воссоздание разрушенного оригинала «Человека на распутье».                                      | Man, Controller of the Universe |                                 |
| 12 | Кортез, штат Колорадо, США                | Револьвер «кольт» 1851 года    | Шестизарядный револьвер массового производства, использовавшийся в гражданской войне в США и впоследствии при покорении Дикого Запада под лозунгом «Manifest Destiny».                                                    | Colt 1851 Navy Revolver         |                                 |
| 13 | Каньоны Скалистых гор, штат Колорадо, США | Меса-Верде                     | Небольшой скальный город, построенный неким загадочным народом анасази в XI в н. э. | Mesa Verde National Park        |                                 |
| 14 | Шарлотсвилл, штат Виргиния, США           | Монтичелло                     | Усадьба, построенная в конце XVIII в Томасом Джефферсоном, символ американской независимости. | Monticello                      | 38°00′32″ с. ш. 78°27′11″ з. д. |
| 15 | Нью-Йорк, штат Нью-Йорк, США              | Статуя Свободы                 | 46-метровая статуя, подаренная Францией Соединённым Штатам Америки в честь столетнего юбилея Декларации Независимости. | Statue of Liberty               | 40°41′21″ с. ш. 74°02′40″ з. д. |
| 16 | Манхэттен, штат Нью-Йорк, США             | Небоскреб Сигрем-билдинг       | Первый в мире офисный небоскреб, построенный в середине 50-х годов XX в, эталон простоты и функциональности. | Seagram Building                |                                 |

## Серия 3: От Австралии до Камбоджи
| #  | Область                                       | Сокровище                         | Краткое описание | Изображение                                        | Координаты |
| -- | --------------------------------------------- | --------------------------------- | --- | -------------------------------------------------- | ---------- |
| 17 | Сидней, Австралия                             | Церковь Святого Джеймса           | Церковь в позднем классическом стиле; построена в 1819 г. английским заключенным Френсисом Гринуэем. Её появление ознаменовало превращение Сиднея из города преступников в столицу.                                                                               | St. James Church                                   |            |
| 18 | Национальный парк Какаду, на севере Австралии | Наскальная живопись               | Несколько сотен картин, многие из которых наслаиваются друг на друга. Большая часть сделана около 20-30 тысяч лет назад. | Rock painting at Ubirr in the Kakadu National Park |            |
| 19 | Тораджаланд, Индонезия                        | Дома духов                        | Необычные дома на сваях с крышами в виде лодки, символизирующие жизнь человека в загробном мире. Украшены изображениями петухов и рогами буйволов, приносимых в жертву во время похорон. Место, через которое должен пройти каждый умирающий член племени.        | Toraja house.                                      |            |
| 20 | Тораджаланд, Индонезия                        | Город мертвых Тау Тау             | Деревянные фигуры, изображающие покойных членов племени; устанавливаются рядом с захоронением, на поверхности скалы. Через них живые общаются с душами усопших.                                                                                                   | Toraja burial site.                                |            |
| 21 | Ява, Индонезия                                | Боробудур                         | Самый большой из древних памятников южного полушария, крупнейший буддийский храмовый комплекс в мире. Воплощает путь буддиста к достижению нирваны. | Borobudur Stupa                                    |            |
| 22 | Аютия, Таиланд                                | Золотой слон                      | Изящная золотая статуэтка в виде слона, украшенная драгоценными камнями. Изготовлена в 1420 г. в память о двух братьях, сыновьях могущественного царя, чье соперничество в борьбе за власть закончилось дуэлью на слонах, в результате которой оба брата погибли. | Wat Ratchaburana                                   |            |
| 23 | Сиемреап, Камбоджа                            | Ангкор-Ват                        | Храмовый комплекс, посвященный главному богу индуизма, Вишну. Построен в середине XII в., во времена короля империи кхмеров Сурьявармана II, решившего воспроизвести в камне картины небесной жизни.                                                              | Angkor Wat                                         |            |
| 24 | Ангкор, Камбоджа                              | Ангкор Тхом, каменные лица Байона | Город Ангкхор Тхом — памятник военному триумфу его основателя Джайявармана VII. В центральной части города расположен буддийский храм Байон, все стены и колонны которого сложены из плит, представляющих собой человеческие лица.                                | Stone face of Bayon                                |            |

## Серия 4: От Японии до Китая
| #  | Область         | Сокровище                 | Краткое описание | Изображение                                             | Координаты |
| -- | --------------- | ------------------------- | --- | ------------------------------------------------------- | ---------- |
| 25 | Токио, Япония   | Катана/Самурайский меч    | N/A | 16th or 17th century katana                             |            |
| 26 | Химэдзи, Япония | Замок Химэдзи             | Возведение замка у подножия горы Химэ началось в середине XIV века (период Муромати). «Название он получил за особую отточенность форм и элегантность, напоминающую прекрасную белоснежную птицу» Один из древнейших сохранившихся замков Японии. В замковый комплекс входит 83 здания, практически все они построены из дерева. | Himeji Castel                                           |            |
| 27 | Киото, Япония   | Сад Рёан-дзи в стиле Дзен | Рёан-дзи был построен Хосокавой Кацумото в 1450 году. Покровителями храма были Тоётоми Хидэёси и Токугава Иэясу. Название храма означает «храм покоящегося дракона». | Garden of Ryōan-ji                                      |            |
| 28 | Пекин, Китай    | Запретный город           | Запретный город является самым большим дворцом в мире. Общая площадь — 720 тыс. м²; дворцовый комплекс насчитывает 8707 комнат (по легенде — 9999). | Forbidden City                                          |            |
| 29 | Пекин, Китай    | Летний парковый дворец    | Летняя резиденция императоров Цинской династии на окраине Пекина. Парк с более чем 3000 строений занесен ЮНЕСКО в список всемирного наследия человечества. | The Summer Palace                                       |            |
| 30 | Китай           | Великая китайская стена   | Крепостная стена в Северном Китае, грандиозный памятник зодчества Древнего Китая. Первые участки воздвигнуты в IV—III вв. до н. э. После объединения Китая (221 до н. э.) император Цинь Ши-хуанди приказал воздвигнуть сплошную стену, чтобы прикрыть северо-западные границы империи от нападений кочевых народов.             | Great Wall of China                                     |            |
| 31 | Сиань, Китай    | Терракотовая армия        | Это захоронение по крайней мере 8099 полноразмерных терракотовых статуй китайских воинов и их лошадей, обнаруженное в 1974 году рядом с гробницей китайского императора Цинь Шихуанди | Terracotta Army                                         |            |
| 32 | Шанхай, Китай   | Фарфор династии Мин       | Династия Мин (1368—1644 гг. н. э.) | Underglaze blue statue of man, Ming Dynasty, Jingdezhen |            |

## Серия 5: От Индии до Шри-Ланки
| #  | Область                | Сокровище                               | Краткое описание | Изображение               | Координаты |
| -- | ---------------------- | --------------------------------------- | --- | ------------------------- | ---------- |
| 33 | Колката, Индия         | Богиня Дурга                            | Богиня-воительница, сражающаяся с демонами, защитница богов и мирового порядка. | Durga                     |            |
| 34 | Шри-Ланка              | Сигирия                                 | Сигирия (что значит «львиная скала») — скальное плато, возвышающееся на 370 метров над уровнем моря и около 170 метров над окружающей равниной в самом центре острова Шри-Ланка. С 1982 г. Сигирия состоит под охраной ЮНЕСКО как памятник Всемирного наследия. | Sigiriya                  |            |
| 35 | Полоннарува, Шри-Ланка | Гигантское изваяние Будды в Полоннарува | N/A | Giant Buddha              |            |
| 36 | Канди, Шри-Ланка       | Зуб Будды                               | Этому зубу издавна приписывалась волшебная сила: владеющий им, обладал и всей полнотой власти. Поэтому зуб Будды стал владением королевской династии. Примерно в 540 году до новой эры умершего Будду кремировали и из костра достали четыре зуба, которые развезли по всему миру.                                                                                                 | Inside the temple         |            |
| 37 | Кочин, Индия           | Специи Кочина                           | N/A | Indian spices             |            |
| 38 | Мадурай, Индия         | Храм Минакши                            | Индуистский храм в городе Мадурай на территории индийского штата Тамилнад. Назван в честь трёхгрудой богини Минакши, одной из супруг бога Шивы. Храм Минакши находится в самом центре города, и здесь проходят многочисленные праздники и ритуалы для жителей города. Храм имеет 258 метров в ширину и 223 метра в длину. Высота — 51,9 метров.                                    | Meenakshi temple          |            |
| 39 | Джайпур, Индия         | Джантар-Мантар                          | Обсерватория, построенная в 1727—1734 гг. раджпутским махараджей Савай Джай Сингхом в основанном им незадолго до этого городе Джайпуре. Это самая большая и сохранная из пяти обсерваторий, построенных им в Индии. Инструменты для измерений отличались колоссальными габаритами. Так, солнечные часы Джантар-Мантара считаются самыми большими в мире (27 метров в поперечнике). | Jantar Mantar observatory |            |
| 40 | Агра, Индия            | Тадж-Махал                              | Мавзолей-мечеть, находящийся в Агре, Индия, на берегу реки Джамна (архитекторы, вероятно, Устад-Иса и др.). Построен по приказу потомка Тамерлана — императора Великих Моголов Шах-Джахана в память о жене Мумтаз-Махал, умершей при родах (позже здесь был похоронен и сам Шах-Джахан).                                                                                           | Taj Mahal                 |            |

## Серия 6: От Узбекистана до Сирии
| #  | Область                 | Сокровище                     | Краткое описание | Изображение                              | Координаты |
| -- | ----------------------- | ----------------------------- | --- | ---------------------------------------- | ---------- |
| 41 | Самарканд, Узбекистан   | Мавзолей Гур Эмир             | Здесь лежит один из самых знаменитых завоевателей нашего мира — Тамерлан. И его внук — один из самых известных покровителей науки — Улугбек.                                                                                          | Gur-e Amir                               |            |
| 42 | Бухара, Узбекистан      | Торговые ряды Бухары          | Построены эти купола — обширные замкнутые торговые пассажи — были, в основном, в XVI веке. | Trading dome, Bukhara                    |            |
| 43 | Баку, Азербайджан       | Храм Огня в Баку              | «Атешгях» означает «Дом огня», «Место огня». Территория храма известна таким уникальным природным феноменом, как горящие выходы естественного газа (газ, вырываясь наружу, соприкасается с кислородом и загорается).                  | Fire temple                              |            |
| 44 | Исфахан, Иран           | Мечеть Имама на площади Имама | Мечеть Шаха — крупнейшая мечеть Исфахана, расположенная с южной стороны Площади Имама. | Interior of Naghsh-i Jahan Square mosque |            |
| 45 | Шираз, Иран             | Персидский ковёр              | N/A | Persian rug                              |            |
| 46 | Керманшах (остан), Иран | Бехистунская надпись          | Трехъязычный (древнеперсидский, эламский и вавилонский) клинописный текст на скале Бехистун (Бисутун), юго-западнее Экбатан между Керманшахом и Хамаданом в Иране, высеченный по приказу царя Дария I о событиях 523—521 гг. до н. э. | Behistun Inscription                     |            |
| 47 | Иран                    | Персеполь                     | Руины древней столицы Персии | Persepolis                               |            |
| 48 | Дамаск, Сирия           | Рыночные улицы Эль-Хомиди     | Рынок в древнем квартале города Дамаска. | Suq al-Hamidiya (2010)                   |            |

## Серия 7: От Иордании до Эфиопии
| #  | Область             | Сокровище                    | Краткое описание | Изображение                      | Координаты |
| -- | ------------------- | ---------------------------- | --- | -------------------------------- | ---------- |
| 49 | Иордания            | Петра                        | Город, затерянный в скалах | Treasurey of Petra               |            |
| 50 | Мадаба, Иордания    | Мозаичное панно Святой Земли | Мозаичная карта-панно на полу православной Георгиевской церкви в городе Мадаба | Madaba Map                       |            |
| 51 | Иерусалим, Израиль  | Храмовая гора                | Гора в юго-восточной части Старого города Иерусалима, священное место для иудаизма и ислама. В настоящее время представляет собой обнесённую высокими стенами прямоугольную площадь, возвышающуюся над остальными частями Старого города, на которой расположены мусульманские святыни — Аль-Акса (дальняя мечеть) и Куббат ас-Сахра (известная также как Купол Скалы, или «Купол над Скалой»), построенные Абд аль-Маликом в 691 году. | Dome of the Rock in Temple Mount |            |
| 52 | Аксум, Эфиопия      | Стеллы Аксума                | Сохранилось более 200 грандиозных базальтовых стел (созданы не позднее IV в. н. э.), высота самого большого — 33 метра. Это высота 14-этажного дома, хотя в настоящее время он повален на землю, а вот высота самого большого стоящего обелиска составляет 21 метр. | Axum Obelisk, Ethiopia           |            |
| 53 | Дебре Дамо, Эфиопия | Чудо Марии                   | N/A | Debre Damo Church, Ethiopia      |            |
| 54 | Лалибела, Эфиопия   | Скальные церкви Лалибелы     | N/A | Lalibela Church, Ethiopia        |            |
| 55 | Лалибела, Эфиопия   | Крест Лалибелы               | N/A | Lalibela Cross, Ethiopia         |            |

## Серия 8: От Мали до Египта
| #  | Область              | Сокровище                   | Краткое описание | Изображение                                                          | Координаты |
| -- | -------------------- | --------------------------- | --- | -------------------------------------------------------------------- | ---------- |
| 56 | Джэне, Мали          | Мечеть Джэне                | Джэне — глиняный город. | Great Mosque of Djenné                                               |            |
| 57 | Санга, Мали          | Наскальная живопись Догонов | N/A | Circumcision Cave Painting                                           |            |
| 58 | Санга, Мали          | Маски Догонов               | N/A | Dogon wood sculpture, probably an ancestor figure, 17th-18th century |            |
| 59 | Триполи, Ливия       | Лептис Магна                | Древний город в области Сиртика (позже называлась область Триполитания) на территории современной Ливии. Достиг расцвета во времена Римской империи. Его руины находятся на побережье Средиземного моря в 130 км к востоку от Триполи в месте Аль-Хумс. Благодаря своей планировке город получил название «Рим в Африке». Предположительно город был основан около 1100 года до н. э. | Arch in Leptis Magna                                                 |            |
| 60 | Каср аль-Хадж, Ливия | Хранилище Берберов          | Зернохранилище построено из подручных материалов — камней, гипса и глины. Крепость возвели для хранения самых ценных сокровищ жителей. Здесь находилось не только зерно, но и оливки, вино и фиги. Каждое из этих своеобразных окон — индивидуальное хранилище продуктов для каждой семьи. Такие сейфы тщательно охраняли. Стены этого хранилища невероятно толстые. Именно для этого делали специальные вентиляционные отверстия. | Gasr Al-Hājj                                                         |            |
| 61 | Египет               | Египетские пирамиды         | Величайшие архитектурные памятники Древнего Египта, среди которых одно из «семи чудес света» — пирамида Хеопса и почётный кандидат «новых семи чудес света» — Пирамиды Гизы. | Great Pyramid of Giza                                                |            |
| 62 | Каир, Египет         | Маска Тутанхамона           | Одним из самых выдающихся памятников египетского искусства XVIII династии по праву можно считать золотую массивную маску мумии Тутанхамона. Она изображает молодого царя в полосатом головном уборе, увенчанном изображением головы коршуна и змеи. На грудь спускается богатое ожерелье с головами соколов на плечах. Углубления, выполненные в золоте при создании маски, заполнены цветной смальтой — темно-синей, бирюзовой и красной, под яшму. Особенно выразительны глаза с чёрным зрачком, обведенные темно-синим контуром. У головы правого сокола, венчающего ожерелье, помещена надпись, в вертикальных строках, содержащая текст 151-й главы «Книги мертвых», переходящая на спину маски. | Tutankhamun’s mask                                                   |            |
| 63 | Луксор, Египет       | Могила царицы Нофретари     | Нефертари Мери-эн-мут (Нефертари означает 'Прекрасная спутница' и Мэритенмут — 'Возлюбленная [богини] Мут') — первая супруга Рамсеса II, считавшаяся главной царицей уже на первом году самостоятельного правления фараона. | Painting of Nefertari in the tomb                                    |            |
| 64 | Эдфу, Египет         | Храм в Эдфу                 | Храм Гора в Эдфу (также известный как Храм Эдфу) считают наиболее сохранившимся культовым храмом в Египте. Частично потому, что он был построен позже всех храмов: в эпоху Птолемеев с 237 по 57 гг. до н. э. | Edfu temple                                                          |            |

## Серия 9: От Турции до Германии
| #  | Область                    | Сокровище                | Краткое описание | Изображение                       | Координаты |
| -- | -------------------------- | ------------------------ | --- | --------------------------------- | ---------- |
| 65 | Каппадокия, Турция         | Подземный город Деринкую | Предположительно, он был построен в VI—X веках. Подземный город расположен на восьми уровнях и занимает площадь 1500 м² и глубиной до 85 метров. Изначально, город использовался в качестве убежища местным населением, которое весьма часто страдало от вторжений иноземцев. Город был открыт в 1963 году в Каппадокия (Турция), лишь частично исследован и был открыт для доступа туристов в 1965 году. | Rock architecture of Cappadocia   |            |
| 66 | Стамбул, Турция            | Софийский собор          | В 532 году император Юстиниан I повелел построить самый большой храм в мире, позже превращенный в мечеть, а с 1934 года по распоряжению Ататюрка — в музей. | Hagia Sophia                      |            |
| 67 | Москва, Россия             | Московское метро         | N/A | Kievskaya station                 |            |
| 68 | Соловецкие острова, Россия | Соловецкий монастырь     | N/A | Solovetsky Monastery              |            |
| 69 | Санкт-Петербург, Россия    | Летний дворец Петра I    | N/A | House of Peter the Great          |            |
| 70 | Величка, Польша            | Соляные копи Величка     | N/A | Chapel in the Wieliczka salt mine |            |
| 71 | Берлин, Германия           | Фольксваген Жук          | первый народный немецкий автомобиль, созданный по личному распоряжению Гитлера | Volkswagen Beetle                 |            |
| 72 | Дессау, Германия           | Стул Брно в Баухаузе     | N/A | Bauhaus, Dessau                   |            |

## Серия 10: От Боснии до Франции
| #  | Область                      | Сокровище       | Краткое описание      | Изображение           | Координаты |
| -- | ---------------------------- | --------------- | --------------------- | --------------------- | ---------- |
| 73 | Мостар, Босния и Герцеговина | Старый мост     | N/A                   | Stari most            |            |
| 74 | Афины, Греция                | Парфенон        | N/A                   | Parthenon             |            |
| 75 | Рим, Италия                  | Пантеон         | N/A                   | Pantheon              |            |
| 76 | Флоренция, Италия            | Часовня Медичи  | N/A                   |                       |            |
| 77 | Венеция, Италия              | Гранд-канал     | N/A                   | Grand Canal of Venice |            |
| 78 | Мадрид, Испания              | Герника         | Картина Пабло Пикассо | Guernica              |            |
| 79 | Гранада, Испания             | Альгамбра       | N/A                   | Court of the Lions    |            |
| 80 | Шартр, Франция               | Шартрский собор | N/A                   | Cathedral of Chartres |            |